# Vireo gundlachii
Vireo gundlachii là một loài chim trong họ Vireonidae.